# Joseph Christopher
Joseph Gerard Christopher (ur. 12 lipca 1955 w Buffalo, zm. 1 marca 1993 w Attica) – amerykański seryjny morderca, zwany Mordercą kaliber 22. Od września do października 1980 r. zamordował na terenie stanu Nowy Jork 12 osób.
Christopher zabijał czarnoskórych, przypadkowo spotkanych mężczyzn. Do swoich ofiar strzelał z karabinu kaliber 22. W 1985 r. Christopher został skazany na karę dożywotniego pozbawienia wolności. Zmarł w trakcie odbywania kary z powodu męskiego raka piersi.

## Ofiary
1. Glenn Dunn (14 l.) – 22 września 1980
2. Harold Green (32 l.) – 23 września 1980
3. Emmanuel Thomas (30 l.) – 23 września 1980
4. Joseph McCoy (43 l.) – 24 września 1980
5. Parler Edwards (71 l.) – 8 października 1980
6. Ernest Jones (40 l.) – 9 października 1980
7. Luis Rodriguez (19 l.) – 22 grudnia 1980
8. Antone Davis (30 l.) – 22 grudnia 1980
9. Richard Renner (20 l.) – 22 grudnia 1980
10. Carl Ramsey (? l.) – 22 grudnia 1980
11. Roger Adams (31 l.) – 29 grudnia 1980
12. Wendell Barnes (26 l.) – 30 grudnia 1980